# Guillaume-André Fauteux
Pour les articles homonymes, voir Fauteux.
Guillaume-André Fauteux (20 octobre 1874-10 septembre 1940) est un homme politique canadien du Québec. Il est sénateur fédéral conservateur de la division québécoise de De Salaberry de 1933 à 1940. Il est ministre dans le cabinet du premier ministre Arthur Meighen.

## Biographie
Né à Saint-Benoît au Québec, Fauteux est défait à six occasions lors de ses tentatives d'accéder à un poste à la Chambre des communes du Canada en 1908, 1921, 1925, lors d'une élection partielle en 1925, 1926 et en 1930.
D'octobre à décembre 1921, il est solliciteur général du Canada non membre du cabinet. Il exerce à nouveau se poste d'août 1926 à septembre 1926 et cette fois à titre de membre du cabinet.
En 1933, il est nommé au Sénat du Canada et meurt en fonction en 1940.